# لوئیس مونگه (بازیکن فوتبال)
لوئیس مونگه (انگلیسی: Luis Monge؛ زادهٔ ۲۷ ژانویهٔ ۱۹۹۲) بازیکن فوتبال است.